# Hailé Selassié
Hailé Selassié (in ge'ez ቀዳማዊ ኀይለ ሥላሴ, Qädamawi Haylä Səllasé, "Potenza della Trinità") nato Tafari Maconnèn (Egersa Goro, 23 luglio 1892 – Addis Abeba, 27 agosto 1975) è stato negus neghesti e ultimo imperatore d'Etiopia dal 1930 al 1974.
Era l'erede della dinastia salomonide, che secondo la tradizione avrebbe origine dal re Salomone e dalla regina di Saba. Nel 1936, durante la guerra d'Etiopia contro l'Italia, si esiliò volontariamente. Il negus poté rientrare in patria nel 1941, quando le potenze alleate liberarono il suo regno. Venne infine detronizzato nel 1974, quando Aman Mikael Andom rovesciò l'impero e trasformò l'Etiopia in uno Stato socialista (Derg).

## Biografia

### Primi anni

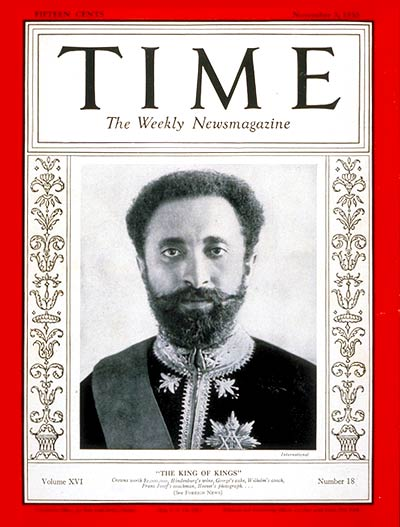
Hailé Selassié sulla copertina del Time del 3 novembre 1930

Secondo la tradizione etiope ras Tafarì Maconnèn, incoronato imperatore con il nuovo nome di Hailé Selassié I, è il duecentoventicinquesimo discendente della dinastia salomonide, attraverso la linea di David, appartenente alla Tribù di Giuda.
Nell'antico testo sacro etiope Gloria dei Re la regina di Saba (ovvero d'Etiopia) chiamata Machedà incontrò re Salomone (evento descritto anche nella Bibbia, 1 Re 10; 2 Cr 9), ed ebbero assieme un figlio, il primogenito, incoronato re con il titolo di Menelik I. Da questo sovrano, attraverso 224 generazioni discenderebbe Hailé Selassié. Secondo la tradizione etiope, seguendo la linea monarchica di discendenza diretta, il duecentoventicinquesimo erede del trono è l'ultimo re dei re.
Figlio di ras Maconnèn Uoldemicaèl e cugino del negus Menelik II d'Etiopia, Hailé Selassié cresce tra la corte imperiale e quella paterna, diventando amministratore e governatore di Harar all'età di 13 anni. Inoltre, dall'età di 6 anni, ricevette una educazione mista, sia da parte del clero copto, che da un missionario gesuita francese, imparando a padroneggiare bene diverse lingue straniere (in particolare il francese e l'arabo). Divenne anche un lettore compulsivo, dagli ampi interessi. Nel 1906 si sposa con Menen Asfaù.
Inizialmente è considerato come il possibile successore di suo cugino Menelik, ma il trono va al presunto musulmano ligg Iasù V (la conversione all'islam di Iasù fu sempre negata però dall'interessato, che ha accusato l'imperatrice Zauditù di avere ordito una congiura ai suoi danni usando come scusa le origini islamiche della sua famiglia). Selassié, nel 1916, partecipa a un colpo di Stato, ordito con il pretesto di impedire a un musulmano di regnare sul cristianissimo regno di Etiopia, e lo fa deporre, diventando reggente durante il regno dell'imperatrice Zauditù. Il colpo ebbe l'appoggio entusiasta di Francia, Italia e Regno Unito, perché, durante la grande guerra, Iasù aveva dimostrato diversi contatti con l'Austria Ungheria e la Turchia; ma fu ben accolto anche dalla popolazione, poiché il precedente imperatore aveva una fama di persona incline alla crudeltà e a una vita di eccessi sessuali, ben poco consona con la tradizione delle élite aristocratiche etiopiche. Il successo del colpo di Stato ad Addis Abeba fece riscontro a una guerra nelle campagne, particolarmente acuta nel 1916-1917, ma che continuò, con alti e bassi, fino al 1924.
Durante la reggenza promuove la modernizzazione del Paese e nel 1923 ottiene l'ingresso dell'Etiopia nella Società delle Nazioni, primo Paese africano a farne parte. Nel 1924 è in visita ufficiale in Italia e in Vaticano, oltre che in diversi altri paesi europei (Francia, Svezia e Gran Bretagna gli tributeranno grandi onori). Viene dapprima incoronato negus (re) nel 1928 e, alla morte dell'imperatrice, diventa infine, il 2 novembre 1930, negus neghesti (re dei re o imperatore) assumendo il nome di Hailé Selassié, che significa "Potenza della Trinità". Nel 1930 vara la prima costituzione etiopica (che stabilisce per l'imperatore amplissimi poteri, ma si ispira per molti versi alla costituzione giapponese del 1889) nel 1931 crea un primo senato di notabili e successivamente fonda l'Università di Addis Abeba.
Tutto il periodo tra il 1916 e il 1930 venne utilizzato per modernizzare il Paese in senso accentratore e occidentalizzante, anche se con grandissima cautela (per evitare le rotture con l'aristocrazia e il clero tradizionalisti), cercando di sostituire il feudalesimo e il sistema schiavista in vigore con una forma più moderna e liberale di governo, oltre ad adeguare il sistema economico all'industrializzazione. I risultati (soprattutto economici), anche per la scarsità di capitali, non furono esaltanti, ma l'amministrazione pubblica nel 1930 era decisamente più efficiente, scelta anche in base al merito e non solo alla nascita, e dotata di funzionari e diplomatici di provata capacità e cultura. Inoltre la situazione internazionale del regno era enormemente migliorata, ed erano state in buona parte rintuzzate le mire imperialistiche della Gran Bretagna sulla regione del lago Tana.
Più tesa era la situazione con l'Italia fascista, che non vedeva affatto di buon occhio la modernizzazione dell'Etiopia, cercava di ostacolarla finanziando le congiure e i maneggi della grande aristocrazia feudale e, nel 1930, provò anche a favorire l'evasione di Iasù (presto ricondotto in carcere). Ottimi, anche in chiave anti-italiana, erano invece i rapporti con la Francia, specie negli anni '20, che non valsero però a fare ottenere all'Etiopia l'agognato sbocco al mare. Dopo il 1930 il programma di modernizzazione del Paese dovette, visto che lo spionaggio etiopico confermava la presenza in Italia di un fortissimo partito della guerra e di imponenti opere di preparazione all'invasione, concentrarsi sul riarmo e la modernizzazione dell'esercito (anche con la creazione di un'accademia militare, e con l'importazione di numerosi consiglieri militari dal Belgio, uniti ad alcuni esuli russi bianchi che si erano stabiliti nell'impero), che da quel momento in avanti divenne la principale voce di spesa per lo stato. Venne anche fondata una piccola aviazione, che però rimase embrionale e priva di capacità militari reali.
Uno dei problemi emersi negli anni '20 era quello della scarsità di entrate certe per lo Stato, unito alla debolezza della riserve di valuta straniera forte, per questo la tassazione venne più volte alzata, a un livello così elevato che creò anche alcune rivolte, ben domate però dal rinnovato esercito etiopico, e da un corpo di polizia occidentalizzato e addestrato da funzionari fatti venire apposta dalla Svizzera.
L'abolizione della schiavitù fu più volte tentata e più volte rimandata; furono però abolite la tratta e la compravendita degli schiavi, promulgate norme per favorire il concetto di "ventre libero" (ovvero il figlio di uno schiavo non sarebbe stato schiavo) e per rendere conveniente la liberazione degli schiavi nel diritto ereditario. Il numero di schiavi si ridusse così lentamente, da circa 6-700.000 a quasi 500.000 nel 1932, in un processo graduale che avrebbe dovuto portare, nelle intenzioni dell'imperatore, alla completa soppressione di questa pratica entro il 1940. Come in tutte le opere di modernizzazione di Selassié, si verificò anche in questo la sua abituale prudenza, volta a fare uscire il suo paese dalla dimensione "medioevale" senza rotture o traumi, come invece faceva in quegli anni Ataturk, puntando di più sull'educazione e la modernizzazione delle coscienze, limitando gli interventi dall'alto al mantenimento di un rigido ordine pubblico e alla soppressione delle rivolte centrifughe.
L'imperatore era famoso anche per il suo carattere tranquillo e paziente, per la sua capacità di gestire le congiure di corte in modo indolore, sopravvivendo a qualunque avversità, per l'amore verso la cultura, sia tradizionale che occidentale, la passione per i cani, l'attenzione verso la stampa e i media, il gusto per lo sfarzo del cerimoniale di corte (da lui reso più "occidentale").

### L'aggressione dell'Italia fascista e l'esilio
Dopo l'incidente di Ual Ual e l'inizio della crisi diplomatica con l'Italia, si reca spesso alle conferenze della Società delle Nazioni per perorare la causa etiope: è del 2 gennaio 1935 il suo più preoccupato intervento per la tutela dei confini nazionali. Il 2 ottobre 1935 Mussolini annuncia la guerra contro l'Etiopia; il giorno seguente Hailé Selassié I chiama a raccolta i suoi soldati con parole dure e toccanti mentre il 19 ottobre consiglia al comandante militare ras Cassa Darghiè di utilizzare la tattica della guerriglia e di puntare molto sulla contraerea. Nel frattempo, il 6 ottobre 1935 il Consiglio della Società delle Nazioni, con risoluzione ratificata quattro giorni dopo dall'Assemblea, condanna ufficialmente l'attacco italiano. Il 3 novembre, con il voto favorevole di cinquanta stati, il solo voto italiano contrario e l'astensione di Austria, Ungheria e Albania, l'Italia è colpita dalle sanzioni economiche, che entrarono in vigore il 18 novembre successivo.
Dopo gli iniziali successi italiani a dicembre prova a ribaltare la situazione lanciando l'offensiva di Natale, che però si esaurisce nel gennaio 1936 senza ottenere risultati di rilievo. Qualche settimana dopo la sconfitta di ras Immirù, Selassié raduna la propria guardia imperiale e muove verso nord, incontro all'esercito italiano. Le due armate si scontrano nella conca di Mai Ceu. La battaglia terminò con perdite in entrambi gli schieramenti e fu chiaro che per Hailé Selassié si trattasse di una grave sconfitta, conseguentemente egli ordinò la ritirata verso Dessiè. Badoglio valutò le perdite etiopiche in circa 8.000 caduti (in parte durante il successivo inseguimento, in cui la Regia Aeronautica si macchiò di infamia per l'uso di iprite, ordinato e permesso in tutta la campagna di aggressione all'Etiopia dai vertici militari italiani e da Mussolini stesso, oltre che con bombardamenti convenzionali e mitragliamenti), mentre quelle italiane ammontavano a 68 ufficiali, 332 soldati nazionali e 873 ascari eritrei.
Quella di Mai Ceu fu l'ultima grande battaglia in cui un imperatore in carica condusse e guidò di prima persona il suo esercito, mentre nei giorni precedenti (il 15 febbraio 1935) Hailé Selassié fu il primo (e unico) imperatore ad abbattere un aereo (manovrando un cannoncino contraereo Oerlikon da 20 mm). In verità Selassié condusse di persona il suo esercito in altre occasioni, sia in precedenza (come ad Anchem, contro i partigiani del precedente imperatore e contro alcuni ribelli), sia in seguito durante le operazioni di riconquista dell'Etiopia nella seconda guerra mondiale, tuttavia non ebbe la fama di grande guerriero, come i suoi avi (in particolare Menelik e Johannes IV), perché non vinse mai una battaglia risolutiva, anche se dimostrò spesso grande coraggio personale e fermezza morale.
La difesa di Addis Abeba e del sud del Paese si presentava allora molto critica, anche perché il grosso dell'esercito etiopico era stato colpito duramente, soprattutto dall'aviazione e dall'artiglieria italiana, con l'uso di gas (iprite o gas mostarda e fosgene) contro cui gli etiopi non potevano opporre che alcune centinaia di vecchie maschere anti gas, per altro non sempre funzionanti. Si decise di non difendere la capitale e l'imperatore preferì lasciare il paese anche per timore di vedere la città completamente distrutta dall'aviazione.
Poco prima del compimento della presa di Addis Abeba Hailé Selassié si recò in esilio volontario a Bath, in Gran Bretagna, dopo essere stato per qualche giorno a Gerusalemme. Il 12 maggio pronunciò un discorso all'assemblea della Società delle Nazioni, essendo a capo di uno degli Stati facenti parte dell’organizzazione internazionale sin dal 28 settembre 1923. Nell'occasione l'Italia ritirò la propria delegazione. L'imperatore etiopico, nel suo discorso tenuto in amarico (nonostante conoscesse il francese) denunciò l'uso da parte dell'esercito italiano di armi chimiche contro la popolazione etiope:
(Estratto del discorso di Hailé Selassié alla Società delle Nazioni, 30 giugno 1936.)
Il 30 giugno 1936, su pressione dell'Argentina, si riunì un'assemblea speciale della Società delle Nazioni nel corso della quale Hailé Selassié propose di non riconoscere le conquiste italiane in Etiopia ma la sua proposta fu rifiutata con 23 voti contrari, 1 favorevole e 25 astenuti. Il 4 luglio successivo, nel corso della medesima assemblea dopo poco più di 7 mesi dalla loro promulgazione, la Società delle Nazioni revocò le sanzioni, assestando un colpo mortale alla credibilità della Società stessa. Tuttavia, la conquista italiana non fu mai formalmente riconosciuta dall'organizzazione internazionale, in quanto il seggio dell'Etiopia in assemblea rimase attribuito ad Hailé Selassié. Fu negata, altresì qualsiasi forma di riparazione, anche morale, richiesta dall'Italia. Per tale motivo, l'11 dicembre 1937 Benito Mussolini annunziò l'uscita dell'Italia dalla Società delle Nazioni.

### Il ritorno in patria e il dopoguerra

Hailé Selassié nel 1941 con l'Abuna della Chiesa ortodossa etiope Gabre Guirguis

L'Etiopia non fu mai completamente pacificata dalla conquista italiana: bande armate di partigiani dell'imperatore e gruppi legati sia a movimenti locali (anche repubblicani o legati alla minoranza tigrina) o aristocratici condussero una guerriglia continua, con temporanei successi e/o insuccessi. Alla resistenza etiopica risposero feroci repressioni e fucilazioni di massa, oltre all'uso dei gas asfissianti. Secondo i dati ufficiali presentati dal governo etiopico nel 1945 nel corso dell'invasione e della "pacificazione" erano deceduti 275.000 tra civili e soldati durante le campagne del 1935-1936, a cui vanno aggiunti 75.000 resistenti uccisi in azione tra il 1936 e il 1941, 17.800 civili erano periti nello stesso periodo prevalentemente vittime di bombardamenti aerei e d'artiglieria (anche con i gas, soprattutto nel triennio 1936-1939), 30.000 civili erano stati passati per le armi (soprattutto dopo l'attentato fallito al governatore Graziani, rappresaglie ordinate da membri del seguito, in quanto Graziani rimase privo di conoscenza per oltre una settimana anche contro il clero copto), 24.000 prigionieri erano stati fucilati e 35.000 erano morti in prigionia (inclusi membri della famiglia imperiale, dell'alta aristocrazia e dell'intellighenzia nazionale, deportati in Eritrea, Libia e Italia), infine le precarie condizioni economiche causate dalla guerra, che avevano comportato migrazioni forzate, flussi di profughi, diffusione di malattie e carestie, erano morte principalmente per fame e dissenteria circa 300.000 persone, svuotando di fatto diversi villaggi. Vi erano state inoltre perdite considerevoli anche tra i gruppi etnici (come i Galla) e gli aristocratici che avevano scelto di appoggiare il colonialismo italiano e di assumere posizioni collaborazioniste.
Il contributo dell'imperatore alla guerra di guerriglia fu incostante e ostacolato dal governo britannico, intenzionato a chiudere la pagina delle sanzioni e a recuperare in chiave antitedesca l'Italia. Dopo il 1938 però l'imperatore iniziò a riorganizzare i propri seguaci nel paese e a preparare il suo ritorno, cercando di tenere un disagevole contatto dall'esilio con il movimento di resistenza.
Selassié fece ritorno in patria il 20 gennaio del 1941 contribuendo, con la collaborazione della resistenza etiope guidata dal gruppo arbegnuoc, alla caduta dell'Africa Orientale Italiana e alla sconfitta dell'Italia fascista per mano alleata. In particolare l'imperatore riuscì a convincere il governo britannico a inviarlo in Sudan (via aerea con tappa a Malta) per partecipare all'invasione del fronte sud (che i britannici consideravano il meno importante) della colonia, alla guida della Gideon Force, guidata dal maggiore britannico Orde Charles Wingate e formata da truppe britanniche, sudanesi e da due battaglioni della ricostituita guardia imperiale abissina. I rapporti tra l'imperatore e Wingate furono franchi e cordiali, molto più tesi quelli con il governo britannico, che voleva sostituirsi agli italiani nella gestione dell'Africa Orientale.
Gli appelli dell'imperatore, sia prima del suo rientro in patria, sia durante la campagna, riuscirono a favorire alcune sollevazioni popolari contro gli italiani, ricompattarono in senso monarchico il movimento di guerriglia, costrinsero diversi aristocratici collaborazionisti (come ras Sejum Mangascià, Chebbedé Mangascià, Ghettaciù Abate e il degiàc Ajaleu Burrù) a riconsiderare le loro posizioni e ad abbandonare l'appoggio al governo coloniale. Particolarmente significativo fu il decreto di San Michele, pubblicato il 20 gennaio 1941 contestualmente all'ingresso in territorio etiopico dell'imperatore, in cui veniva concessa l'amnistia a tutti gli etiopici che avevano collaborato con gli italiani, e si faceva appello alla popolazione perché, malgrado i numerosi lutti si agisse con cavalleria e rispetto verso i prigionieri italiani: «Io (Selassié) vi raccomando di accogliere in maniera conveniente e di prendere in custodia tutti gli italiani che si arrenderanno, con o senza armi. Non rinfacciate loro le atrocità che hanno fatto subire al nostro popolo. Mostrate loro che siete dei soldati che possiedono il senso dell'onore e un cuore umano. Vi raccomando particolarmente di rispettare la vita dei bambini, delle donne e del vecchi. Non saccheggiate i beni altrui anche se appartengono al nemico. Non incendiate le case». Questo proclama servì per attenuare le vendette in corso, e fu rispettato dalle truppe agli ordini diretti dell'imperatore e dalla resistenza popolare monarchica (con relativamente poche eccezioni), anche perché l'intento dell'imperatore era conservare tutte le strutture e i quadri dirigenti portati dal colonialismo italiano e utilizzarli nella gestione del potere imperiale per la ricostruzione del paese, anche in sostituzione di quanto faticosamente aveva costruito tra il 1916 e il 1936, ed era andato distrutto durante la guerra.
La Gideon Force proseguì la sua offensiva da sud-ovest rapidamente, anche perché gli italiani concentravano la maggior parte dei loro presidi nello Scioà e contro le truppe anglo-indiane in Eritrea e anglo-sudafricane in Somalia. Rinforzati dall'arrivo di numerosi guerriglieri i 3.000 uomini della Gideon Force originaria marciavano verso la capitale, mentre altri reparti regolari etiopici sconfiggevano i presidi italiani rimasti a Mota nel Goggiam, e inseguivano il generale Maravetano che era costretto alla resa con 10.000 uomini (per lo più coloniali) nella piana di Agibar, senza riuscire a congiungersi con Amedeo di Savoia sull'Amba Alagi.

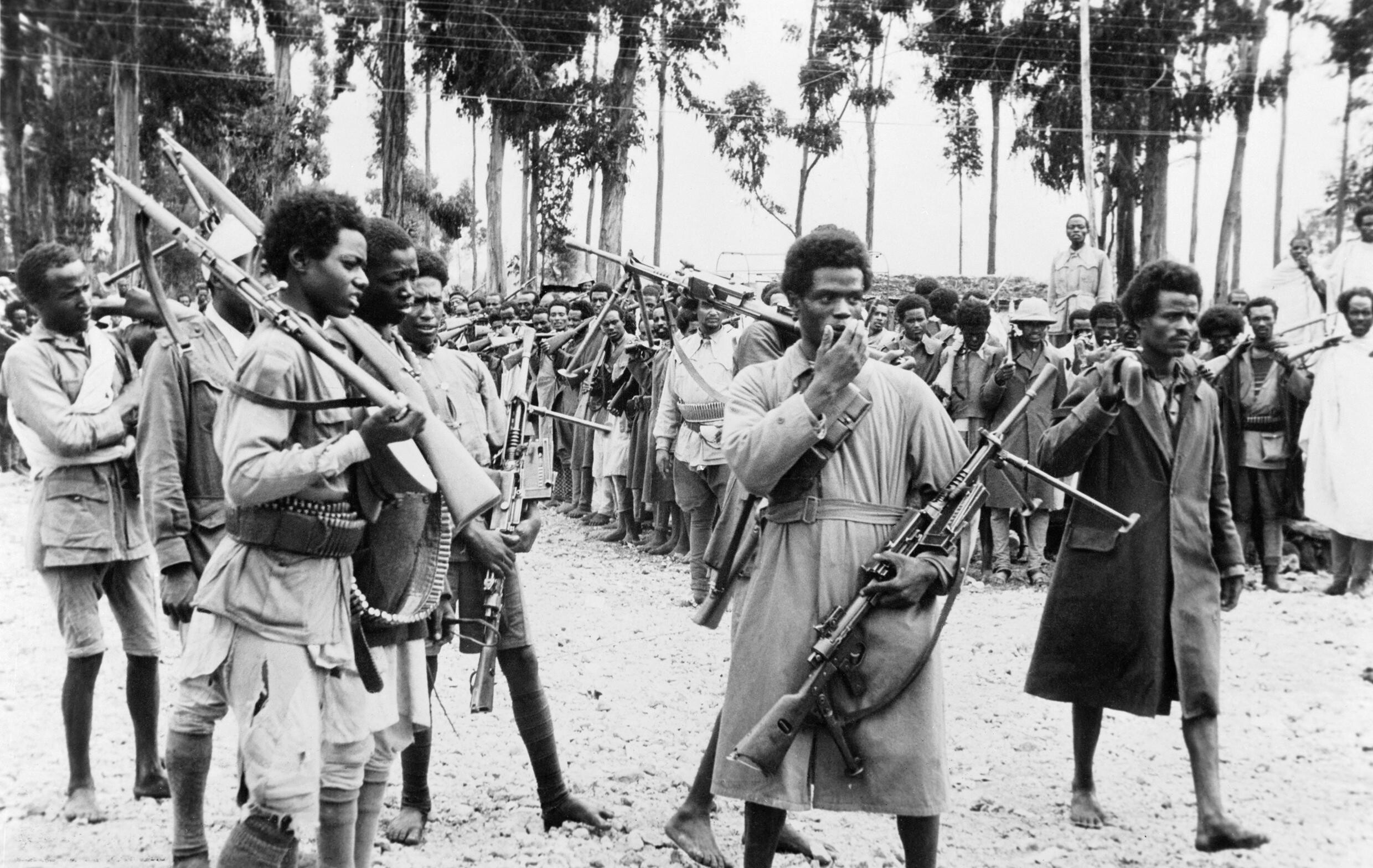
Soldati etiopi (Arbegnoch) ad Addis Abeba, armati con armi confiscate agli italiani, che ascoltano il proclama che annuncia il ritorno nella capitale dell'imperatore Haile Selassie (maggio 1941)

Selassié rientrò trionfalmente ad Addis Abeba il 5 maggio 1941, a cinque anni esatti dall'occupazione italiana. Anche in questa occasione si comportò in modo cavalleresco verso i civili italiani (circa 35.000) concentrati nella capitale: furono impedite rappresaglie e vendette, e fu emanato un editto di perdono in cui tra l'altro si diceva: «Poiché oggi è un giorno di felicità per tutti noi, dal momento che abbiamo battuto il nemico, rallegriamoci dello spirito di Cristo. Non ripagate dunque il male con il male. (...) Prenderemo le armi al nemico e lo lasceremo andare a casa per la stessa via dalla quale è venuto» .
Alla Conferenza della pace, tenutasi a Parigi tra il 29 luglio e il 15 ottobre 1946, l'Etiopia fu ammessa tra le "potenze alleate ed associate" e in tale veste sottoscrisse il Trattato di pace con l'Italia che concludeva formalmente lo stato di guerra iniziato nel 1935. Il trattato, quindi, sanciva l'illegalità giuridica, sotto il profilo del diritto internazionale, della proclamazione di Vittorio Emanuele III di Savoia, quale Imperatore d'Etiopia nel periodo 1935-1941. L'Italia inoltre rinunciava ai possedimenti territoriali in Africa (Eritrea compresa) fermo restando che la loro sorte definitiva sarebbe stata decisa successivamente dalle Nazioni Unite. Nel 1949 il nuovo governo italiano richiese l'amministrazione fiduciaria dell'Eritrea per veicolarne la costituzione in Stato autonomo, con eccezione dello sbocco al mare di Assab da concedere all'Etiopia. Tale compromesso non ebbe, per un solo voto, la maggioranza all'assemblea dell'O.N.U.. Dopo un plebiscito tenuto dalle Nazioni Unite, l'Eritrea fu unita federalmente all'Etiopia il 2 dicembre 1952 e, nel 1962, annessa unilateralmente a quest'ultima.
Nel dopoguerra Hailé Selassié I continua nella sua opera di modernizzazione del Paese, sopprimendo il potere dell'aristocrazia terriera, riformando l'esercito e promulgando la seconda costituzione nel 1955. Il programma riformista di Selassié dopo la guerra risultò, però, in parte contraddittorio. Da un lato il sovrano continuò ad accentrare il potere e rinforzare il potere centrale dello Stato, sopprimendo le forze centrifughe dell'Etiopia e della sua riottosa nobiltà, proibendo gli eserciti privati, pacificando i confini e le popolazioni locali, avviando una massiccia opera di alfabetizzazione di base, diffondendo l'istruzione superiore; già nel 1942 riorganizzò il paese in 12 province e il distretto di Addis Abeba, con governatori di nomina imperiale e burocratica, invece che feudale ed ereditaria. Dall'altro rimase un sovrano accentratore, monocratico, aprì i ruoli di governo per merito e non per nascita, ma agli aristocratici tradizionalisti sostituì un'aristocrazia di fedelissimi, in cui il merito era costituito, generalmente, dalla fedeltà alla causa monarchica e alla figura del sovrano, più che dall'onestà e dall'abilità. Inoltre, pur avendo ridotto il peso politico delle vecchie aristocrazie e del clero, non ne attaccò con uguale forza i privilegi economici, riducendo lentamente il peso della servitù della gleba (fino a eliminarla del tutto, ma con un gradualismo ventennale), non attaccando minimamente i latifondi e attuando una riforma agraria assai modesta. Il personale politico, tolta la diplomazia (di altissimo livello) e il grosso delle forze armate (le più efficienti dopo quelle Sudafricane ed Egiziane dell'intero continente), tendeva a essere piuttosto corrotto e inefficiente, mentre i giovani riformatori venivano sovente limitati o cacciati dalla burocrazia più tradizionalista. Inoltre la seconda costituzione etiopica, sia pure più liberale della precedente, rimaneva una costituzione autocratica, il modello non era più quella imperiale giapponese del 1889 o quella prussiana, ma il potere imperiale rimaneva altissimo e la maggior parte delle aperture democratiche previste inizialmente (libertà sindacali, civili, multipartitismo ecc.) furono cassate prima ancora della promulgazione per l'ostilità dei nobili e della chiesa, con cui Selassié voleva evitare la rottura.
Questo cauto riformismo, che riusciva in effetti a fare progredire il paese senza però soddisfare le aspirazioni dei suoi intellettuali, iniziò a creare dei problemi al sovrano. Se fino al 1941 tutte le congiure e le insurrezioni che Selassié aveva dovuto affrontare erano di segno reazionario (sovente finanziate dal governo fascista per destabilizzare l'impero), dopo tale data il governo conobbe delle crisi laceranti con la sua intellighenzia, e diversi piani di rivoluzione o congiure di palazzo (come il tentato golpe del 1960) "di sinistra" o comunque portati avanti dalle opposizioni democratiche, progressiste, socialiste e/o comuniste, o da altre forze che talvolta erano schiettamente repubblicane o chiedevano una monarchia costituzionale di tipo britannico.
Indiscutibili furono, invece, i successi in campo internazionale. Negli anni '40 la Gran Bretagna cercò, fallendo, di mettere sotto tutela l'Etiopia, e l'Italia dovette rassegnarsi a cedere all'impero anche l'Eritrea, che divenne (con una propria costituzione) un regno unito dinasticamente all'Etiopia, garantendo all'impero lo sbocco al mare. La federazione con l'Eritrea giunse dopo un voto ONU nel 1950, (46 si, 10 no, un'astensione, l'Italia fece campagna per il no), e si formalizzò definitivamente con la ritirata dei britannici nel 1952. Tra il 1941 e il 1952 l'Etiopia aveva costituito all'interno dell'Eritrea un partito unionista (opposto a quello indipendentista finanziato dall'Italia) e portato avanti una guerra per procura con circa duemila guerriglieri. L'impero raggiunse dunque la sua massima estensione territoriale, non solo ma Selassié riuscì, con un abile gioco diplomatico a impedire i progetti (italiani e britannici) di costruire a sue spese (e a spese di Kenya e Gibuti) una grande Somalia, che avrebbe ridiscusso tutti i confini della regione. Inoltre l'Etiopia fu un membro fondatore delle Nazioni Unite, e riuscì a conquistare in tale ambito notevole visibilità e autorevolezza.
Inoltre cercò di non legarsi all'impero britannico, che pure tanto lo aveva aiutato nella guerra, mantenendo un governo indipendente, spesso anzi durante gli anni quaranta in forte frizione con le autorità coloniali britanniche. Per farlo cercò di riallacciare i rapporti con l'Italia democratica, e, nel 1953, si alleò militarmente ed economicamente, agli USA. Questa alleanza giovò sia dal punto di vista economico che da quello militare, permettendo all'Etiopia di ricevere numerosi aiuti (e in pratica quasi gratuitamente una moderna aviazione e diverse unità navali). In cambio gli USA ottennero una grande base aereo-navale nel Mar Rosso.
Fu però un diplomatico troppo abile per unirsi all'America senza contropartite e senza mantenere la propria indipendenza, infatti, anche se solidamente inserito nel campo occidentale fu ben lungi dal diventare una marionetta americana, mantenne contatti diplomatici formali e proficui con l'URSS (anche a livello di accordi commerciali e prestiti agevolati), informali con la Cina e partecipò al movimento dei non allineati e alle conferenza afro-asiatiche.
Hailé Selassié I assume particolare notorietà a livello internazionale quando nel 1963 fu eletto Presidente dell'appena costituita Organizzazione dell'Unità Africana (OUA, oggi Unione africana), ponendosi, tardivamente ma con forza, alla guida del movimento di decolonizzazione. Il 4 ottobre 1963 l’Imperatore d'Etiopia si presentò davanti all'Assemblea Generale delle Nazioni Unite e tenne un celebre discorso per esortare i rappresentanti degli Stati aderenti all’ONU ad abbandonare le armi nucleari, a porre fine allo sfruttamento internazionale (soprattutto in Africa) e a reagire contro l'ineguaglianza razziale e l'ingiustizia internazionale. Il discorso suscitò enormi consensi ed è stato preso a manifesto ideologico della religione del rastafarianesimo.
Più complessi furono i rapporti con l'Italia; i rapporti diplomatici furono ripresi nel 1951 (e regolari dal 1952), dopo che per molti anni l'Italia aveva sperato di ricevere ancora il mandato coloniale sull'Eritrea, e aveva continuato a pensare a un'espansione della colonia Somala verso l'interno. I rapporti furono resi complicati dalla scarsa simpatia che i partiti giunti al potere dopo la guerra (e in particolare la DC) avevano per la sua persona, e dal risentimento verso Adua, ancora vivo nell'opinione pubblica italiana. Selassié al contrario voleva usare l'Italia per equilibrare il peso dei britannici nelle questioni dell'Africa Orientale, e mantenere quanto più possibile la presenza degli ex coloni italiani nell'impero, anche perché si erano inseriti particolarmente bene in alcuni settori economici fondamentali (trasporti, piccola industria alimentare, import-export, ingegneria, ecc.), tanto da favorire in diverse occasioni gli italiani, anche contro il parere dei gruppi più nazionalistici.
Il governo italiano, in cui il Ministero delle colonie e il personale burocratico legato all'esperienza coloniale avevano un peso enorme nelle questioni africane, fu particolarmente lento a cogliere la dimensione post-coloniale della storia etiopica, sentita come umiliante. In particolare fu molto difficile applicare il trattato di pace tra i due paesi: pur firmato nel 1947, fu applicato da parte italiana solo dal 1956. Dei 25 milioni di dollari (cifra che Selassié aveva voluto tenere artificialmente bassa per non umiliare l'Italia, e che partiva da una valutazione iniziale superiore ai 185 milioni di sterline-oro) di danni di guerra ottenuti dall'Etiopia l'Italia ne pagò solo 16, e non con la definizione di "riparazioni ai danni di guerra" (come invece fatto nei confronti delle altre potenze vincitrici della seconda guerra mondiale), ma come "assistenza tecnica e finanziaria". Inoltre fu molto difficile, e fonte di grande irritazione per l'imperatore, ottenere la restituzione delle riserve auree della banca d'Etiopia (occupata nel 1936), del tesoro reale (incluse le corone e i gioielli della corona), della biblioteca privata della famiglia imperiale e dell'archivio diplomatico (cui Selassié teneva moltissimo), delle opere d'arte razziate (come la statua del leone di Giuda e l'obelisco di Axum). Alcune di queste restituzioni avvennero ben dopo la morte di Selassié, pesando nei rapporti tra i due paesi per molti anni.
Per l'opinione pubblica italiana la guerra d'Etiopia si era conclusa nel 1936 con la vittoria italiana, e l'Etiopia non era un "vincitore" della seconda guerra mondiale, non alla pari degli altri. Per questo l'imperatore non fu mai invitato in Italia negli anni '50 e '60, malgrado abbia visitato buona parte dei Paesi occidentali, e molti anche del blocco orientale, o presenziato spesso all'ONU.
Solo nel 1970 Selassié fu ospite in Italia del presidente Giuseppe Saragat, e in questa occasione incontrò importanti esponenti del mondo politico ed economico italiano. A Milano ebbe un incontro con Giordano Dell'Amore, nel quale fu discusso un programma di assistenza tecnica sulla mobilitazione del risparmio per il finanziamento dell'edilizia abitativa in Etiopia. Erano presenti all'incontro il ministro delle finanze etiopi Mammo Tadesse e Arnaldo Mauri.

### Ultimi anni e morte
Negli ultimi anni della sua vita Hailé Selassié diventa fortemente sospettoso verso i suoi più stretti collaboratori a causa dei tradimenti che si susseguono nei suoi confronti. Nel 1974 scoppia una dura rivolta dell'esercito, guidato da una giunta militare comunista, il Derg, facente capo a Menghistu Hailé Mariàm, che costringe Hailé Selassié a operare numerose concessioni in favore delle forze armate. Deposto nel settembre 1974 e imprigionato nel palazzo imperiale, viene assassinato il 27 agosto 1975 per soffocamento con un cuscino, per ordine di Menghistu Hailé Mariàm, che lo fa seppellire a 3 m di profondità sotto un bagno dell'edificio, forse allo scopo di poter camminare sulle spoglie del vecchio imperatore e fare sì che "il suo fantasma non esca dalla tomba per perseguitarlo".
Dopo il crollo del regime comunista nel 1991, le spoglie di Selassié vengono ritrovate il 16 febbraio del 1992 e tumulate nella cattedrale della Santissima Trinità di Addis Abeba, il 5 novembre del 2000.

## Il culto di Hailé Selassié nel rastafarianesimo

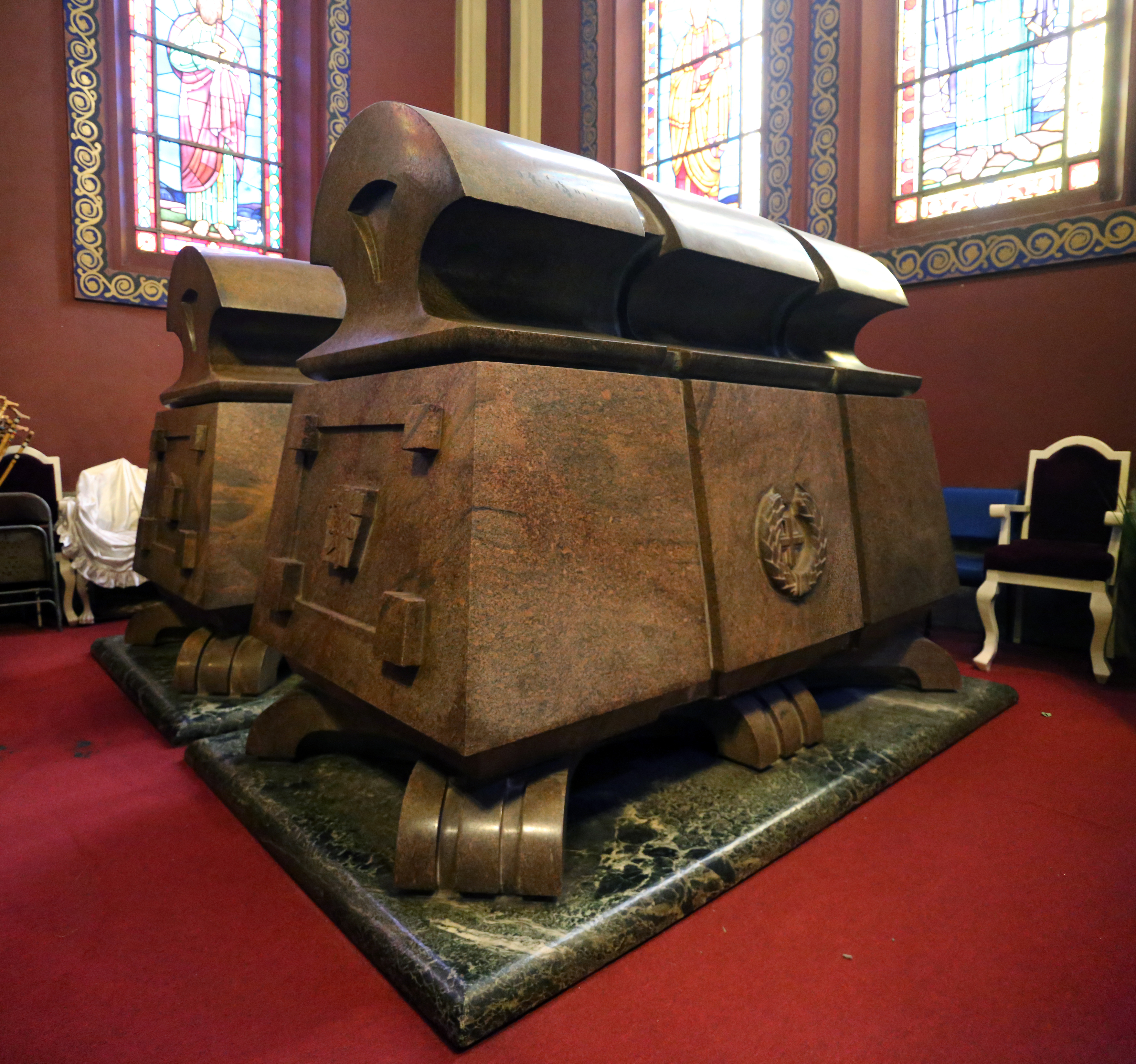
Tomba di Hailé Selassié, nella cattedrale della Santissima Trinità ad Addis Abeba

L'ultimo negus è considerato dagli aderenti al rastafarianesimo, movimento politico-religioso sorto intorno al 1930 tra la popolazione nera della Giamaica e incentrato sulla figura dell’imperatore d’Etiopia, il nuovo Messia e la seconda incarnazione di Gesù. Il rastafarianesimo accetta tutti i dogmi del cristianesimo ortodosso etiope, il credo che il negus ha sempre praticato nella sua vita. È una delle religioni praticate soprattutto nelle isole caraibiche e in particolare in Giamaica, ed è famosa per essere stata veicolata nella musica reggae (della quale il maggior esponente è stato Bob Marley), per il ricorso alla marijuana per uso medico e meditativo, per i dreadlock e per l'uso, nell'abbigliamento, dei colori della bandiera etiope (rosso, giallo, verde).
Tra i seguaci di questo movimento Hailé Selassié è considerato Gesù Cristo stesso ritornato in gloria per regnare con un Nome Nuovo, l'incarnazione di Jah, il Dio supremo, venuto sulla terra per liberare le nazioni dal male nazifascista e in primis la popolazione nera, come profetizzato da Marcus Garvey. Il nome del movimento Rastafari deriva dal nome di battesimo dell'Imperatore Ras Tafarì, che in lingua amarica significa "capo da temere". Selassié concesse delle terre (le terre di Sciasciamanna) per il rimpatrio dei giamaicani Rastafari.
Selassié, considerato il Messia dalla religione Rastafari, rimase tuttavia sempre devoto alla Chiesa ortodossa etiope, chiesa cristiana antichissima nella quale si identificarono diversi etiopi e rastafariani poiché essa considerava il Re dei re Hailé Selassié come il Leone di Giuda dell'Apocalisse (l'Etiopia era stata una tra le prime monarchie ad adottare il Cristianesimo monofisita, la Chiesa etiope divenne autocefala nel 1959, anno in cui il patriarca Basilio la sottrasse all'autorità del Patriarca copto di Alessandria d'Egitto).

## Nella cultura di massa
- Durante la guerra d'Etiopia, l'Italia fascista dedicò varie canzonette propagandistiche alla figura di Hailé Selassié, che veniva solitamente deriso o parodiato.[22]
- Nel 1976 Bob Marley pubblicò sull'LP Rastaman Vibration la canzone War, da lui cantata e scritta da Allan Cole e Carlton Barrett, tratta da un discorso fatto dall'imperatore d'Etiopia, Hailé Selassié, il 4 ottobre 1963 all'Assemblea Generale delle Nazioni Unite.
- Nel 1997 il gruppo brasiliano Sepultura realizzò una cover del brano rendendola in chiave industrial metal. Il brano comprende spezzoni del discorso di Selassié alle Nazioni Unite. Il pezzo si trova in Ratamahatta il secondo singolo tratto dal fortunatissimo album Roots. È presente solo nella versione CD e non in quella in vinile. Successivamente fu incluso anche nella compilation Blood-Rooted.
- Nel 2009 il supergruppo musicale Playing For Change ripropose questo brano. La particolarità della registrazione sta nel fatto che fu eseguita da musicisti provenienti da tutto il mondo, fra cui spicca la voce di Bono, il cantante del gruppo rock U2. Il produttore del video, Mark Johnson, ha raccolto il contributo di ciascun musicista direttamente nel proprio paese di origine, attraverso l'uso di macchine digitali portatili[23].
- Hailé Selassié appare come il leader della civiltà etiope in Civilization V, strategico a turni 4X del 2010 sviluppato dalla Firaxis Games e pubblicato dalla 2K Games.
- Nel film biografico Bob Marley - One Love, diretto da Reinaldo Marcus Green, la figura di Hailé Selassié appare come un soldato a cavallo, con divisa britannica, che passa il testimone di messaggero del Rastafarianesimo al cantautore giamaicano.

## Albero genealogico
|                                            |   |                               | Genitori                 |  |  | Nonni |  |  | Bisnonni                                |  |  | Trisnonni |  |
|                                            |   |                               |                          |  |  |       |  |  | degiasmacc Wolde Malakot Yamana Krestos |  |  | …         |  |
|                                            |   |                               |                          |  |  |       |  |  | degiasmacc Wolde Malakot Yamana Krestos |  |  | …         |  |
|                                            |   | …                             |                          |  |  |       |  |  | degiasmacc Wolde Malakot Yamana Krestos |  |  |           |  |
| degiasmacc Uoldemicaèl Guddessa            |   |                               |                          |  |  |       |  |  | degiasmacc Wolde Malakot Yamana Krestos |  |  |           |  |
|                                            |   | uoizerò Kalama Worq           | …                        |  |  |       |  |  |                                         |  |  |           |  |
|                                            |   | uoizerò Kalama Worq           | …                        |  |  |       |  |  |                                         |  |  |           |  |
|                                            |   | uoizerò Kalama Worq           | …                        |  |  |       |  |  |                                         |  |  |           |  |
| ras Maconnèn Uoldemicaèl                   |   | uoizerò Kalama Worq           |                          |  |  |       |  |  |                                         |  |  |           |  |
|                                            |   | meridazmach Salila Selassié   | meridazmach Wossen Seged |  |  |       |  |  |                                         |  |  |           |  |
|                                            |   | meridazmach Salila Selassié   | meridazmach Wossen Seged |  |  |       |  |  |                                         |  |  |           |  |
|                                            |   | meridazmach Salila Selassié   | uoizerò Zenebework       |  |  |       |  |  |                                         |  |  |           |  |
| emebet Tenagnework Salila Selassié         |   | meridazmach Salila Selassié   |                          |  |  |       |  |  |                                         |  |  |           |  |
|                                            |   | uoizerò Yimegnushal Ayele     | Bunigne                  |  |  |       |  |  |                                         |  |  |           |  |
|                                            |   | uoizerò Yimegnushal Ayele     | Bunigne                  |  |  |       |  |  |                                         |  |  |           |  |
|                                            |   | uoizerò Yimegnushal Ayele     | Etalemahu                |  |  |       |  |  |                                         |  |  |           |  |
| Hailé Selassié                             |   | uoizerò Yimegnushal Ayele     |                          |  |  |       |  |  |                                         |  |  |           |  |
|                                            | … | …                             |                          |  |  |       |  |  |                                         |  |  |           |  |
|                                            | … | …                             |                          |  |  |       |  |  |                                         |  |  |           |  |
|                                            | … | …                             |                          |  |  |       |  |  |                                         |  |  |           |  |
| degiasmacc Ali Abba Gifar dell'etnia galla | … |                               |                          |  |  |       |  |  |                                         |  |  |           |  |
|                                            |   | …                             | …                        |  |  |       |  |  |                                         |  |  |           |  |
|                                            |   | …                             | …                        |  |  |       |  |  |                                         |  |  |           |  |
|                                            |   | …                             | …                        |  |  |       |  |  |                                         |  |  |           |  |
| uoizerò Yeshimebet Ali Abba Gifar          |   | …                             |                          |  |  |       |  |  |                                         |  |  |           |  |
|                                            |   | ato Yimeru dell'etnia guraghé | …                        |  |  |       |  |  |                                         |  |  |           |  |
|                                            |   | ato Yimeru dell'etnia guraghé | …                        |  |  |       |  |  |                                         |  |  |           |  |
|                                            |   | ato Yimeru dell'etnia guraghé | …                        |  |  |       |  |  |                                         |  |  |           |  |
| emebet-hoy Walatta Ihata Giyorgis Yimeru   |   | ato Yimeru dell'etnia guraghé |                          |  |  |       |  |  |                                         |  |  |           |  |
|                                            |   | uoizerò Araza-Aregai          | …                        |  |  |       |  |  |                                         |  |  |           |  |
|                                            |   | uoizerò Araza-Aregai          | …                        |  |  |       |  |  |                                         |  |  |           |  |
|                                            |   | uoizerò Araza-Aregai          | …                        |  |  |       |  |  |                                         |  |  |           |  |
|                                            |   | uoizerò Araza-Aregai          |                          |  |  |       |  |  |                                         |  |  |           |  |

## Onorificenze[24]

### Titoli e gradi militari stranieri
- Maresciallo di Campo dell'Esercito Britannico, 1 Febbraio 1965 (Regno Unito) [31]
- Onorevole Generale dell'Esercito portoghese, 26 Luglio 1959 (Portogallo) [32]